# Alga (cratère)
Pour les articles homonymes, voir Alga.
Le cratère Alga est un cratère d'impact de 18,72 km de diamètre situé sur Mars dans le quadrangle de Margaritifer Sinus. Il a été nommé en référence à la ville d'Alga au Kazakhstan.